# Bundesstraße 312
Pour les articles homonymes, voir Route 312.
La Bundesstraße 312 est une Bundesstraße du Land de Bade-Wurtemberg.

## Géographie
La B 312 relie l'A 8 près de l'aéroport de Stuttgart à l'A 7 près de Memmingen.
De Filderstadt-Bonlanden, il passe sur une courte distance avec la B 27 juste avant la sortie Aichtal-Aich Nord. À Metzingen, il rejoint les Bundesstraße B 28 et B 313 et traverse Reutlingen en remontant la vallée de l'Echaz jusqu'à Engstingen. La B 312 traverse ensuite la Jura souabe jusqu'à Berkheim et son croisement avec la B 300.

## Histoire
La construction du tronçon Reutlingen-Riedlingen en tant que Staatsstraße Nr. 72 commence au début du XIXe siècle. Avec une dépense de près de 40 000 florins, le grand-bailliage de Reutlingen rénove la route menant à la Jura souabe en 1820, de sorte que les charrettes les plus lourdes peuvent passer aisément.
Le plan à long terme est de continuer la route fédérale 312 via une soi-disant allée Filder de l'aéroport de Stuttgart à la B 10 près de Stuttgart-Hedelfingen
À la fin du XXe siècle, des plans prévoient de relier l'aéroport de Stuttgart à la Bundesstraße 10 ou en Haute-Souabe entre Berkheim et Biberach an der Riß. Le tracé du projet de l'A 88 est en grande partie identique à celui de la B 312.
Dans le tronçon Metzingen-Engstingen, le contournement de Pfullingen avec le tunnel d'Ursulaberg long de 1 180 m est inauguré en décembre 2003. De 2009 à 2017, le contournement de Reutlingen est construit avec le tunnel de Scheibengipfel long de 1 910 m, qui ouvre le 27 octobre 2017.

## Source
- (de) Cet article est partiellement ou en totalité issu de l’article de Wikipédia en allemand intitulé « Bundesstraße 312 » (voir la liste des auteurs).